# NGC 7477
NGC 7477 (другое обозначение — PGC 1245518) — спиральная галактика (S) в созвездии Рыбы.
Этот объект входит в число перечисленных в оригинальной редакции «Нового общего каталога».